# Carya kweichowensis
Carya kweichowensis är en valnötsväxtart som beskrevs av Ko Zen Kuang och A.M. Lu. Carya kweichowensis ingår i släktet hickory, och familjen valnötsväxter. Inga underarter finns listade i Catalogue of Life.